# Sénaillac-Latronquière
Ne doit pas être confondu avec Latronquière ou Sabadel-Latronquière.
Sénaillac-Latronquière (Senalhac de la Tronquièra en occitan), autrefois Sénaillac-Sainte-Cécile, est une commune française située dans le nord-est du département du Lot, en région Occitanie.
Elle est également dans le Ségala lotois, une région naturelle constituant la frange occidentale de la Châtaigneraie et le pendant lotois du Ségala aveyronnais et tarnais.
Exposée à un climat océanique altéré, elle est drainée par le Cayla, le Tolerme et par divers autres petits cours d'eau. Incluse dans le bassin de la Dordogne, la commune possède un patrimoine naturel remarquable composé de deux zones naturelles d'intérêt écologique, faunistique et floristique.
Sénaillac-Latronquière est une commune rurale qui compte 129 habitants en 2022, après avoir connu un pic de population de 564 habitants en 1793.  Ses habitants sont appelés les Sénaillacois ou  Sénaillacoises.

## Géographie

### Localisation
Commune située dans le Ségala lotois (Massif central) sur l'ancienne route nationale 653 entre Lacapelle-Marival et Sousceyrac.

### Communes limitrophes
Les communes limitrophes sont Gorses, Labastide-du-Haut-Mont, Latronquière et Sousceyrac-en-Quercy.
| Sousceyrac-en-Quercy |                        |                        |
|                      | Sénaillac-Latronquière | Labastide-du-Haut-Mont |
| Gorses               |                        | Latronquière           |

### Climat
Pour des articles plus généraux, voir Climat de l'Occitanie et Climat du Lot.
En 2010, le climat de la commune est de type climat océanique altéré, selon une étude s'appuyant sur une série de données couvrant la période 1971-2000. En 2020, Météo-France publie une typologie des climats de la France métropolitaine dans laquelle la commune est exposée à un climat de montagne ou de marges de montagne et est dans la région climatique Ouest et nord-ouest du Massif Central, caractérisée par une pluviométrie annuelle de 900 à 1 500 mm, maximale en automne et en hiver.
Pour la période 1971-2000, la température annuelle moyenne est de 10,7 °C, avec une amplitude thermique annuelle de 15,1 °C. Le cumul annuel moyen de précipitations est de 1 277 mm, avec 12,7 jours de précipitations en janvier et 7,7 jours en juillet. Pour la période 1991-2020, la température moyenne annuelle observée sur la station météorologique la plus proche, située sur la commune de Latronquière à 3 km à vol d'oiseau, est de 11,0 °C et le cumul annuel moyen de précipitations est de 1 361,3 mm,. Pour l'avenir, les paramètres climatiques de la commune estimés pour 2050 selon différents scénarios d’émission de gaz à effet de serre sont consultables sur un site dédié publié par Météo-France en novembre 2022.

### Milieux naturels et biodiversité

#### Espaces protégés
La protection réglementaire est le mode d’intervention le plus fort pour préserver des espaces naturels remarquables et leur biodiversité associée,.
La commune fait partie de la zone de transition du bassin de la Dordogne, un territoire d'une superficie de 1 880 258 ha reconnu réserve de biosphère par l'UNESCO en juillet 2012,.

#### Zones naturelles d'intérêt écologique, faunistique et floristique
L’inventaire des zones naturelles d'intérêt écologique, faunistique et floristique (ZNIEFF) a pour objectif de réaliser une couverture des zones les plus intéressantes sur le plan écologique, essentiellement dans la perspective d’améliorer la connaissance du patrimoine naturel national et de fournir aux différents décideurs un outil d’aide à la prise en compte de l’environnement dans l’aménagement du territoire.
Une ZNIEFF de type 1 est recensée sur la commune :
la « vallée du Cayla, bois du Grand Communal et de la Luzette » (902 ha), couvrant 7 communes dont une dans le Cantal et six dans le Lot et une ZNIEFF de type 2, : 
le « bassin de la Bave » (8 075 ha), couvrant 22 communes dont une dans le Cantal et 21 dans le Lot.

Cartes des ZNIEFF de type 1 et 2 à Sénaillac-Latronquière.
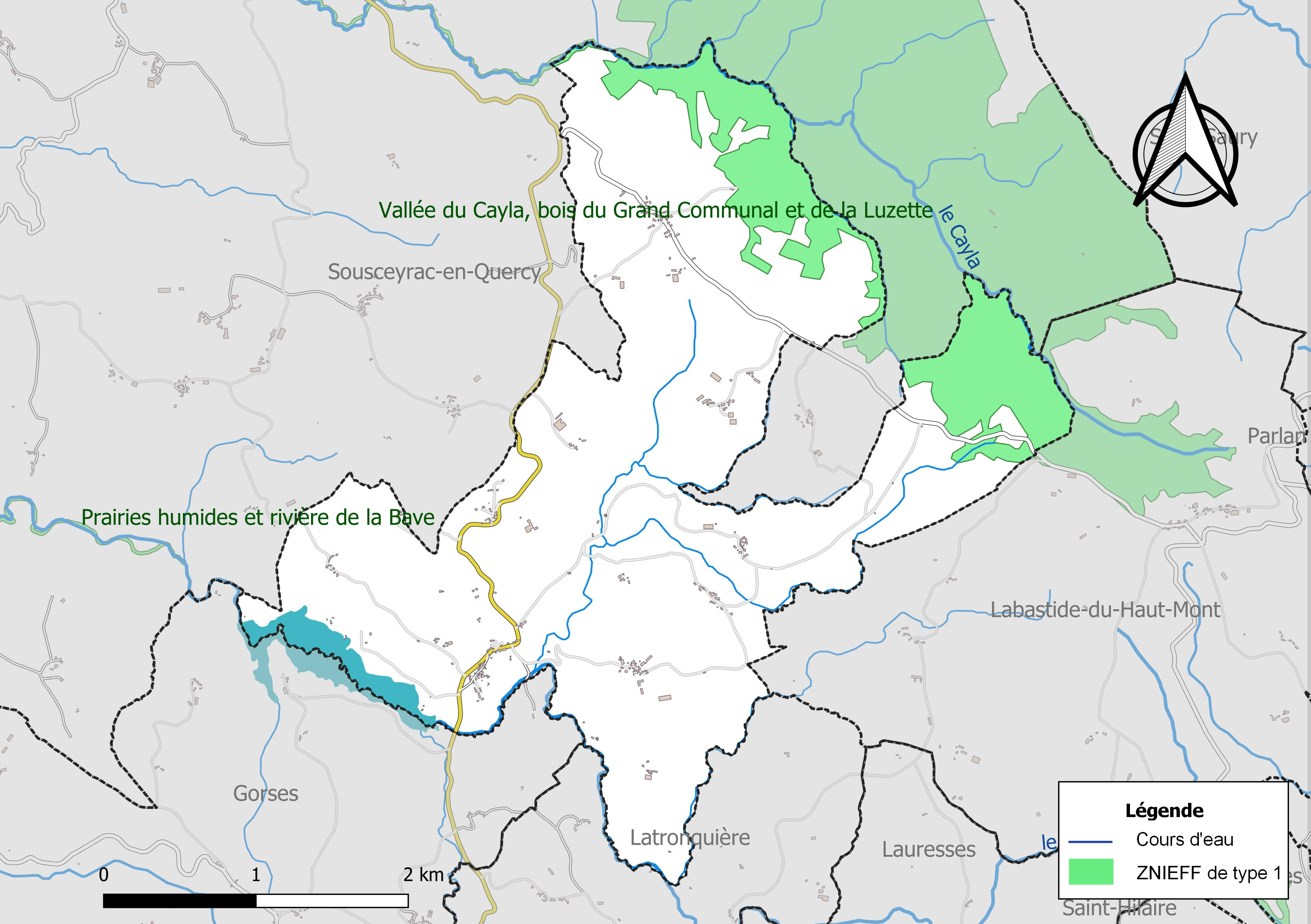
Carte de la ZNIEFF de type 1 sur la commune.
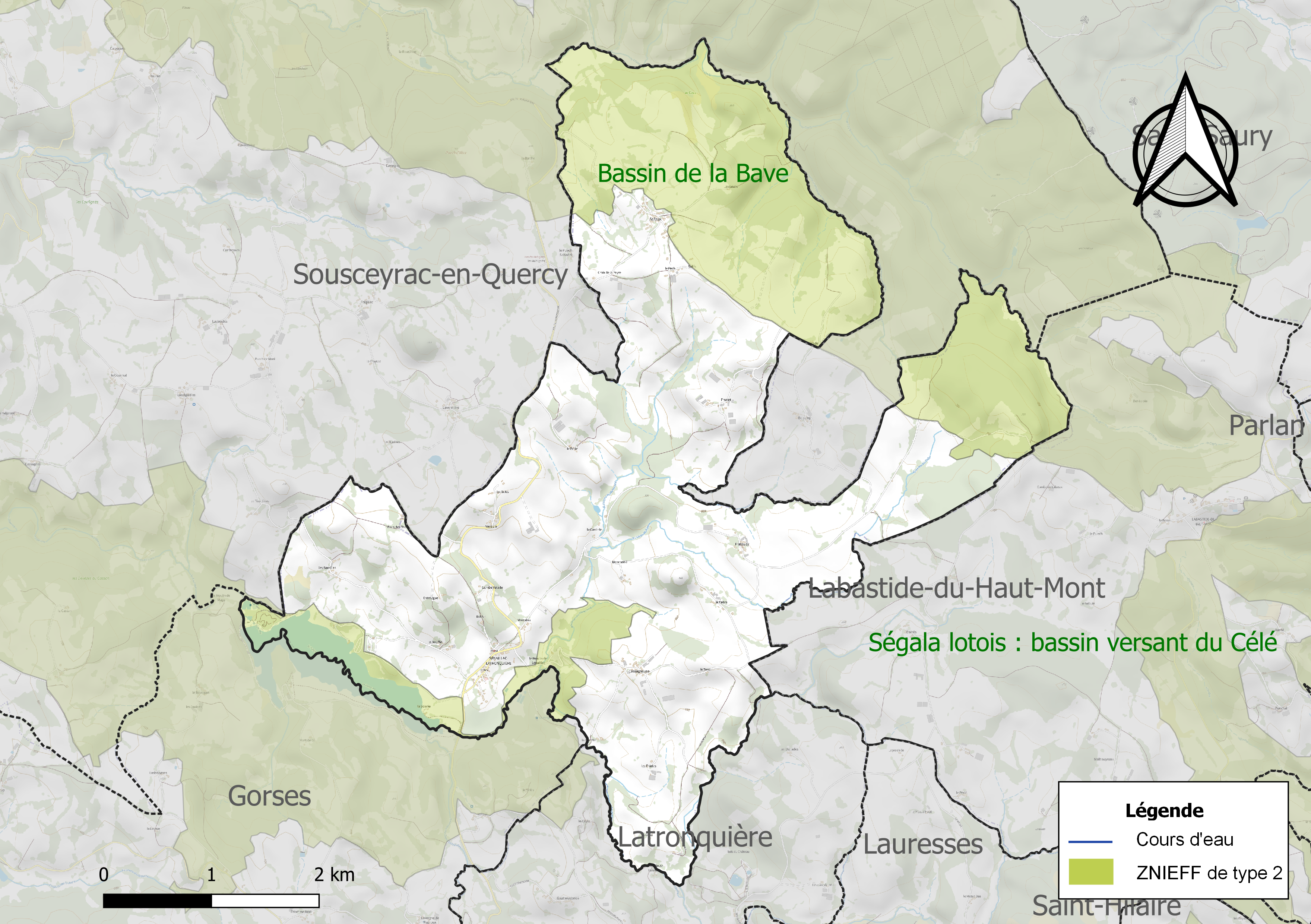
Carte de la ZNIEFF de type 2 sur la commune.

## Urbanisme

### Typologie
Au 1er janvier 2024, Sénaillac-Latronquière est catégorisée commune rurale à habitat très dispersé, selon la nouvelle grille communale de densité à sept niveaux définie par l'Insee en 2022.
Elle est située hors unité urbaine et hors attraction des villes,.

### Occupation des sols
L'occupation des sols de la commune, telle qu'elle ressort de la base de données européenne d’occupation biophysique des sols Corine Land Cover (CLC), est marquée par l'importance des territoires agricoles (76,2 % en 2018), en augmentation par rapport à 1990 (74 %). La répartition détaillée en 2018 est la suivante : 
prairies (76,2 %), forêts (21,7 %), eaux continentales (2 %), milieux à végétation arbustive et/ou herbacée (0,2 %). L'évolution de l’occupation des sols de la commune et de ses infrastructures peut être observée sur les différentes représentations cartographiques du territoire : la carte de Cassini (XVIIIe siècle), la carte d'état-major (1820-1866) et les cartes ou photos aériennes de l'IGN pour la période actuelle (1950 à aujourd'hui).

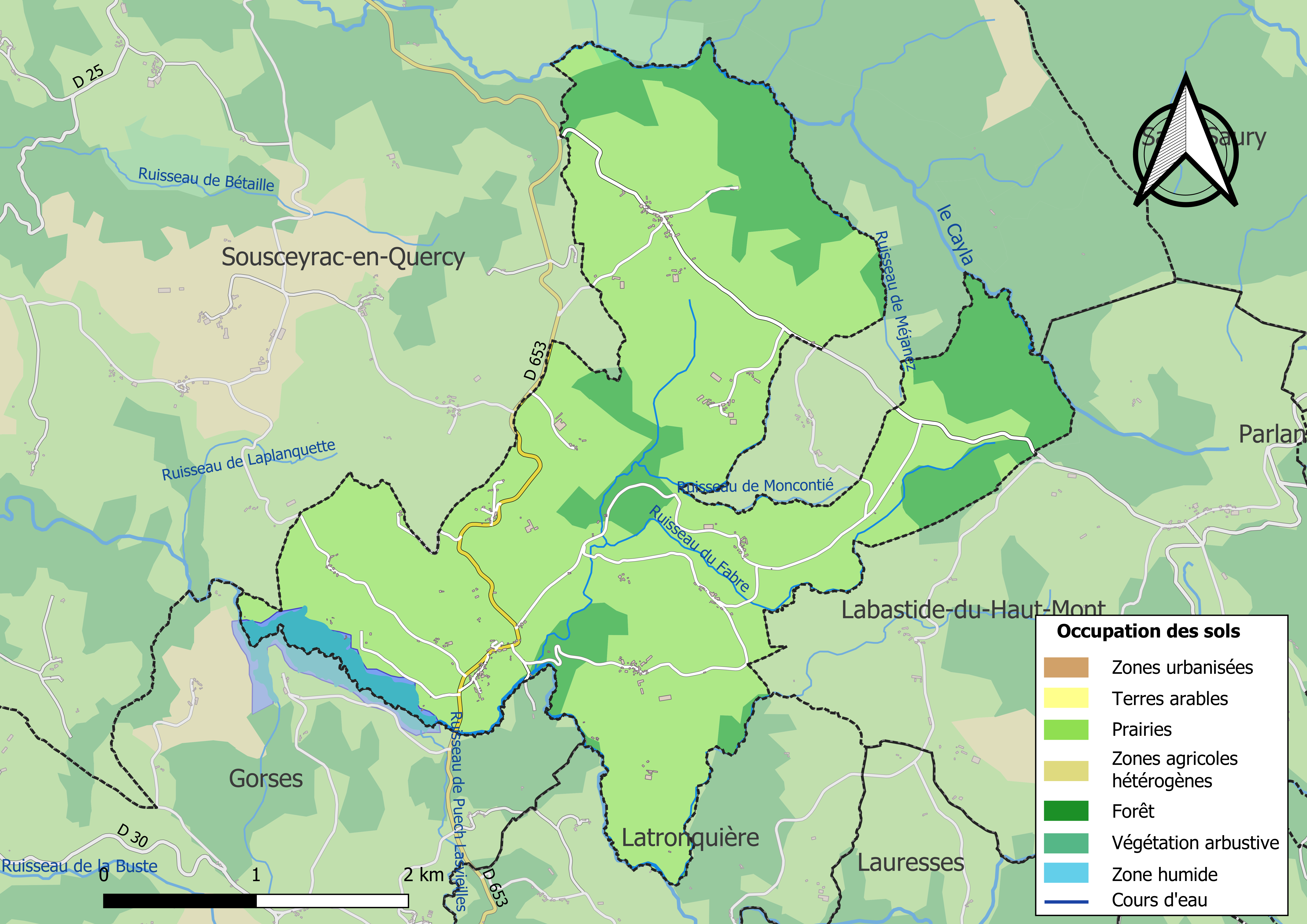
Carte des infrastructures et de l'occupation des sols de la commune en 2018 (CLC).

### Risques majeurs
Le territoire de la commune de Sénaillac-Latronquière est vulnérable à différents aléas naturels : météorologiques (tempête, orage, neige, grand froid, canicule ou sécheresse), feux de forêts, mouvements de terrains et séisme (sismicité très faible). Il est également exposé à un risque particulier : le risque de radon. Un site publié par le BRGM permet d'évaluer simplement et rapidement les risques d'un bien localisé soit par son adresse soit par le numéro de sa parcelle.

#### Risques naturels
Sénaillac-Latronquière est exposée au risque de feu de forêt. Un plan départemental de protection des forêts contre les incendies a été approuvé par arrêté préfectoral le 30 novembre 2015 pour la période 2015-2025. Les propriétaires doivent ainsi couper les broussailles, les arbustes et les branches basses sur une profondeur de 50 mètres, aux abords des constructions, chantiers, travaux et installations de toute nature, situées à moins de 200 mètres de terrains en nature
de bois, forêts, plantations, reboisements, landes ou friches. Le brûlage des déchets issus de l’entretien des parcs et jardins des ménages et des collectivités est interdit. L’écobuage est également interdit, ainsi que les feux de type méchouis et barbecues, à l’exception de ceux prévus dans des installations fixes (non situées sous couvert d'arbres) constituant une dépendance d'habitation.

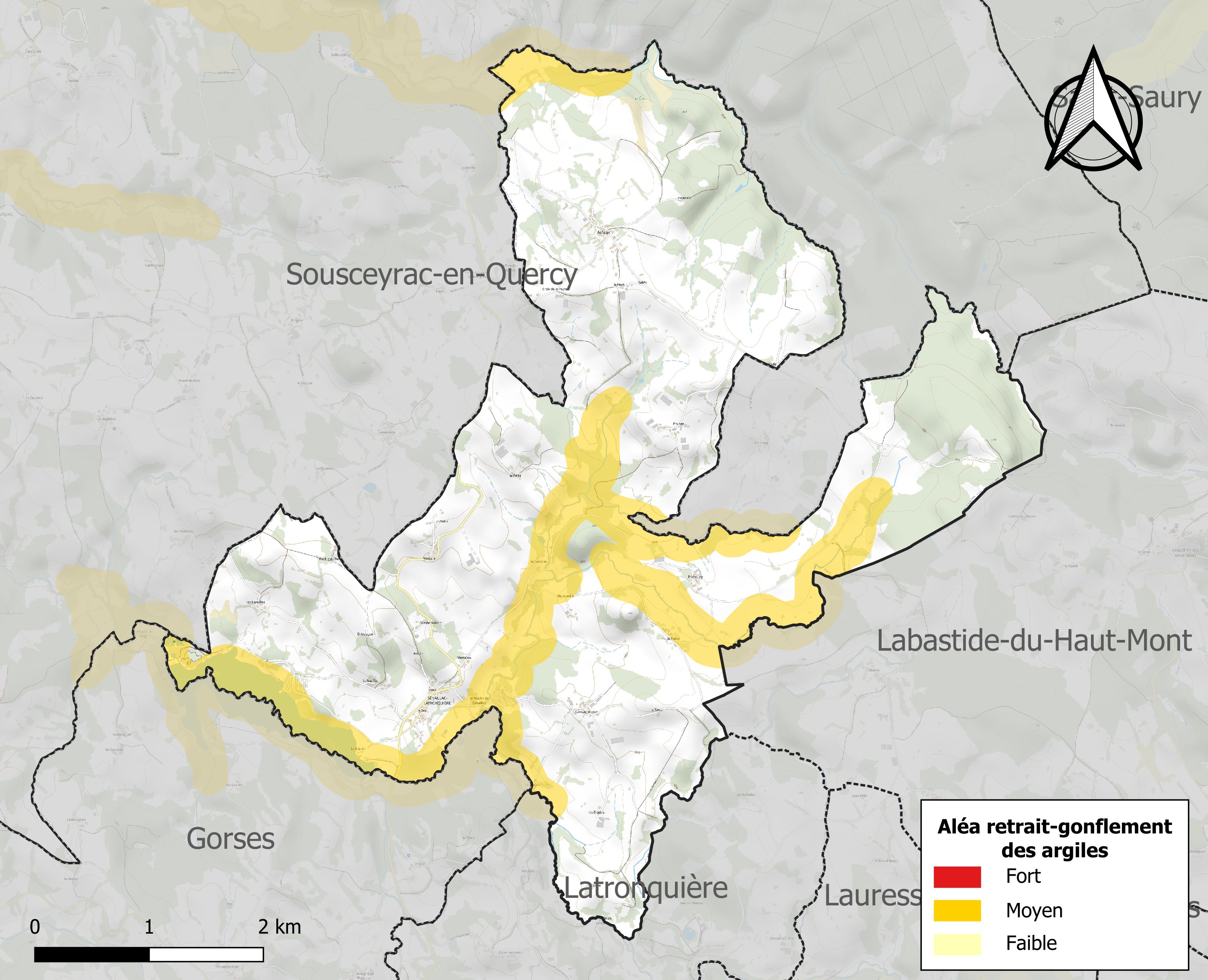
Carte des zones d'aléa retrait-gonflement des sols argileux de Sénaillac-Latronquière.

Les mouvements de terrains susceptibles de se produire sur la commune sont des éboulements, chutes de pierres et de blocs et des glissements de terrain.
Le retrait-gonflement des sols argileux est susceptible d'engendrer des dommages importants aux bâtiments en cas d’alternance de périodes de sécheresse et de pluie. 19 % de la superficie communale est en aléa moyen ou fort (67,7 % au niveau départemental et 48,5 % au niveau national). Sur les 106 bâtiments dénombrés sur la commune en 2019, 13 sont en aléa moyen ou fort, soit 12 %, à comparer aux 72 % au niveau départemental et 54 % au niveau national. Une cartographie de l'exposition du territoire national au retrait gonflement des sols argileux est disponible sur le site du BRGM,.
Par ailleurs, afin de mieux appréhender le risque d’affaissement de terrain, l'inventaire national des cavités souterraines permet de localiser celles situées sur la commune.
La commune a été reconnue en état de catastrophe naturelle au titre des dommages causés par les inondations et coulées de boue survenues en 1982 et 1999. Concernant les mouvements de terrains, la commune a été reconnue en état de catastrophe naturelle au titre des dommages causés par des mouvements de terrain en 1999.

#### Risque particulier
Dans plusieurs parties du territoire national, le radon, accumulé dans certains logements ou autres locaux, peut constituer une source significative d’exposition de la population aux rayonnements ionisants. Certaines communes du département sont concernées par le risque radon à un niveau plus ou moins élevé. Selon la classification de 2018, la commune de Sénaillac-Latronquière est classée en zone 3, à savoir zone à potentiel radon significatif.

## Toponymie
Le toponyme Sénaillac-Latronquière, d'origine gallo-romaine, est composé de Sénaillac qui est basé sur l'anthroponyme Senilius ou Sanilius dérivé de Sanus. La terminaison -ac est issue du suffixe gaulois -acon (lui-même du celtique commun *-āko-), souvent latinisé en -acum dans les textes. Latronquière est le nom du village voisin.

## Histoire
-> voir Église Sainte-Cécile-et-Saint-Roch de Sénaillac.
Il semble que Sénaillac fut l'une des trois premières paroisse du Ségala avec Gorses et Sousceyrac datant toutes trois du VIIIéme siècle. Les dites paroisses sont organisées dés leurs fondations autour de prieurés. A Sénaillac ce fut un prieuré Notre-Dame et Sainte-Cécile et son annexe Sainte-Marie-Magdeleine. 

### L'orphelinat[24]
L'orphelinat de Sénaillac fut établit dans une maison bourgeoise du XIX° siècle se situant sur un monticule à la sortie du bourg, en direction de Latronquière. Cette maison appartenait à M. Bex de Sousceyrac, qui n'ayant pas d'enfants, avait chargé l'évêque de Cahors d'y installer une œuvre de bienfaisance. Ce qu'il fit en y établissant une filiale de l'Orphelinat de Quézac (Cantal) administrée par des religieuse spéciales sous la direction de l'abbé de Quézac de l'époque. La maison de M. Bex était surnommée autrefois "le Château" parce qu'elle fut bâtie sur l'emplacement d'un ancien château.

### Seconde Guerre mondiale[24]
L'Abbé Cambou, curé de Sénaillac à cette époque, fut le premier résistant de la commune et fut signalé à "Timo", Chef des maquisards de la Luzette, prenant le surnom de "Lieutenant Gérard". Il fut le point de chute, soit la boite postale qui recevait et distribuait la correspondance des maquisards du Haut-Ségala. Il était également l'aumônier militaire auprès du lieutenant-colonel Robert Noireau qui avait un poste de commandement occasionnel à Sénaillac, au hameau du Périé. M. Lafon l'hébergeait avec le commandant Piéton.  
C'est sur la commune de Sénaillac qu'eurent lieu les premiers parachutages d'armes et d'officiers anglais dans le Lot. Ils étaient destinés aux premiers maquisards venus, fin 1942, au bois de La Font Belle (Saint-Saury) puis à la Luzette. Il devaient avoir lieu d'abord dans le Grand-Communal (Sousceyrac) alors déboisé, mais les trois feux demandés par la radio de Londres ne furent pas allumés, l'avion tournoya dans la nuit du 4 au 5 janvier 1943. Les aviateurs aperçurent des lumières aux villages de Pratoucy (Sénaillac) et Belcamp (Sousceyrac). Entre ces deux villages, ils lâchèrent le container d'armes, l'officier et le soldat ordonnance.
L'officier se fractura plusieurs côtes en atterrissant sur un gros châtaignier du maire de Sénaillac, M. Frégeac, tout près de sa maison.
Une fois guéri, cet officier œuvra pour la Résistance à Sousceyrac et Latronquière jusqu'au jour où il fut raflé le 11 mai 1944 comme des milliers de Ségalins. Il fut déporté aux Sudètes en Allemagne et ensuite rapatrié en Angleterre à la fin de la guerre.

## Politique et administration

### Liste des maires
| Période                                  | Période  | Identité         | Étiquette | Qualité |
| ---------------------------------------- | -------- | ---------------- | --------- | ------- |
| Les données manquantes sont à compléter. |          |                  |           |         |
| mars 2001                                | 2014     | Jean-Claude Mage |           |         |
| 2014                                     | En cours | Michel Leroux    |           |         |

## Population et société

### Démographie

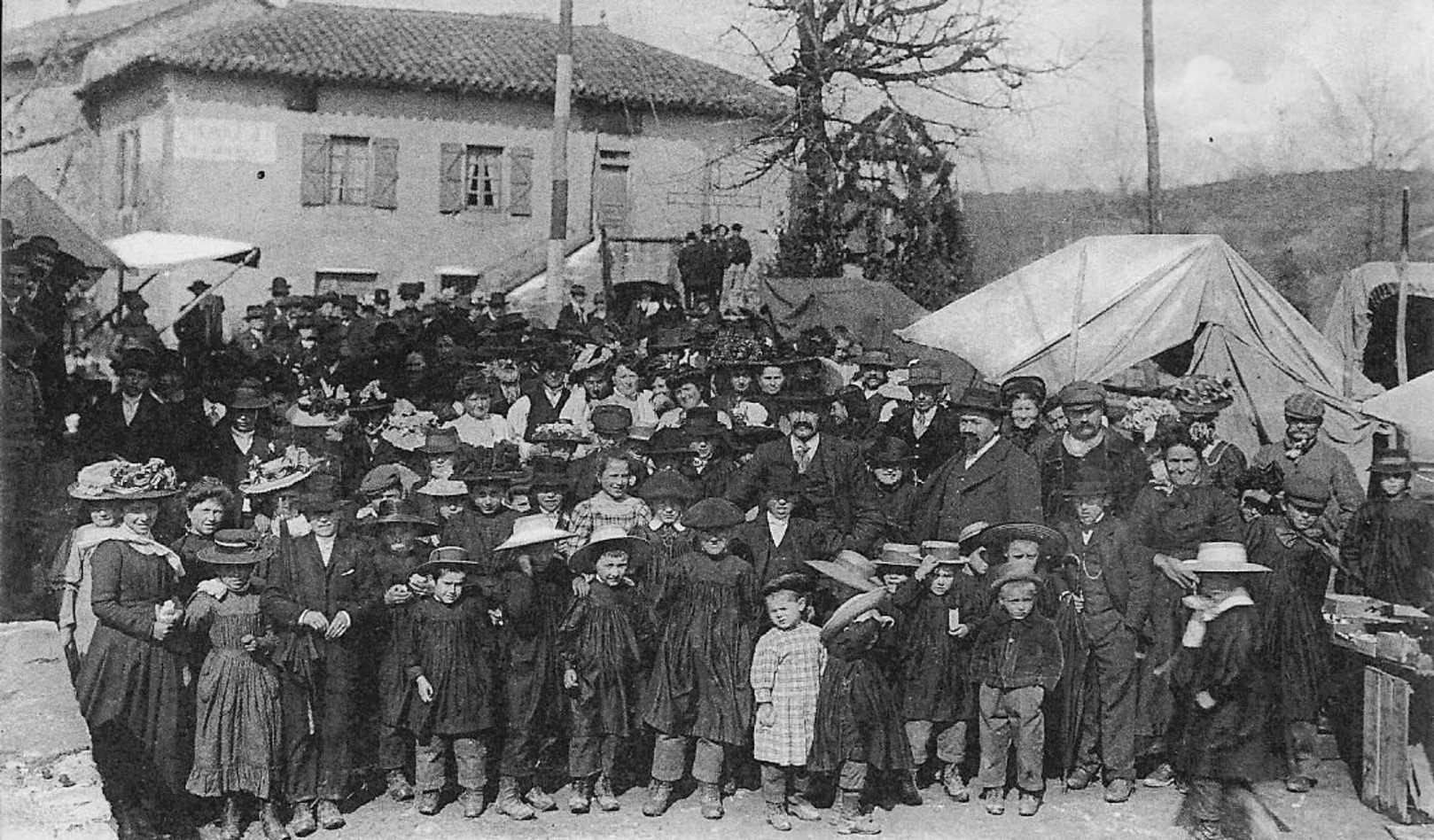
Fête votive de Sénaillac au début du XXe siècle.

L'évolution du nombre d'habitants est connue à travers les recensements de la population effectués dans la commune depuis 1793. Pour les communes de moins de 10 000 habitants, une enquête de recensement portant sur toute la population est réalisée tous les cinq ans, les populations de référence des années intermédiaires étant quant à elles estimées par interpolation ou extrapolation. Pour la commune, le premier recensement exhaustif entrant dans le cadre du nouveau dispositif a été réalisé en 2005.

En 2022, la commune comptait 129 habitants, en évolution de −7,19 % par rapport à 2016 (Lot : +1,31 %, France hors Mayotte : +2,11 %).
| 1793 | 1800 | 1806 | 1821 | 1831 | 1836 | 1841 | 1846 | 1851 |
| ---- | ---- | ---- | ---- | ---- | ---- | ---- | ---- | ---- |
| 564  | 435  | 463  | 524  | 494  | 474  | 516  | 486  | 551  |

| 1856 | 1861 | 1866 | 1872 | 1876 | 1881 | 1886 | 1891 | 1896 |
| ---- | ---- | ---- | ---- | ---- | ---- | ---- | ---- | ---- |
| 496  | 512  | 519  | 535  | 537  | 504  | 493  | 526  | 505  |

| 1901 | 1906 | 1911 | 1921 | 1926 | 1931 | 1936 | 1946 | 1954 |
| ---- | ---- | ---- | ---- | ---- | ---- | ---- | ---- | ---- |
| 504  | 509  | 518  | 380  | 406  | 378  | 354  | 309  | 278  |

| 1962 | 1968 | 1975 | 1982 | 1990 | 1999 | 2005 | 2006 | 2010 |
| ---- | ---- | ---- | ---- | ---- | ---- | ---- | ---- | ---- |
| 278  | 264  | 189  | 196  | 169  | 145  | 153  | 152  | 141  |

| 2015 | 2020 | 2022 | - | - | - | - | - | - |
| ---- | ---- | ---- | - | - | - | - | - | - |
| 137  | 132  | 129  | - | - | - | - | - | - |

## Économie

### Emploi
|                | 2008  | 2013  | 2018  |
| -------------- | ----- | ----- | ----- |
| Commune        | 8,6 % | 9 %   | 5,3 % |
| Département    | 7,3 % | 8,9 % | 9,6 % |
| France entière | 8,3 % | 10 %  | 10 %  |

En 2018, la population âgée de 15 à 64 ans s'élève à 79 personnes, parmi lesquelles on compte 84,2 % d'actifs (78,9 % ayant un emploi et 5,3 % de chômeurs) et 15,8 % d'inactifs,. En  2018, le taux de chômage communal (au sens du recensement) des 15-64 ans est inférieur à celui de la France et du département, alors qu'en 2008 la situation était inverse.
La commune est hors attraction des villes,. Elle compte 31 emplois en 2018, contre 29 en 2013 et 33 en 2008. Le nombre d'actifs ayant un emploi résidant dans la commune est de 66, soit un indicateur de concentration d'emploi de 46,9 % et un taux d'activité parmi les 15 ans ou plus de 54,9 %.
Sur ces 66 actifs de 15 ans ou plus ayant un emploi, 20 travaillent dans la commune, soit 30 % des habitants. Pour se rendre au travail, 79,4 % des habitants utilisent un véhicule personnel ou de fonction à quatre roues, 3,2 % s'y rendent en deux-roues, à vélo ou à pied et 17,5 % n'ont pas besoin de transport (travail au domicile).

### Activités hors agriculture
22 établissements sont implantés  à Sénaillac-Latronquière au 31 décembre 2019.
Le secteur de l'industrie manufacturière, des industries extractives et autres est prépondérant sur la commune puisqu'il représente 59,1 % du nombre total d'établissements de la commune (13 sur les 22 entreprises implantées  à Sénaillac-Latronquière), contre 14 % au niveau départemental.

### Agriculture
La commune est dans le Segala, une petite région agricole occupant la frange est du département du Lot. En 2020, l'orientation technico-économique de l'agriculture  sur la commune est l'élevage bovin, orientation mixte lait et viande.
|               | 1988  | 2000  | 2010  | 2020  |
| ------------- | ----- | ----- | ----- | ----- |
| Exploitations | 32    | 27    | 20    | 16    |
| SAU (ha)      | 1 036 | 1 281 | 1 226 | 1 263 |

Le nombre d'exploitations agricoles en activité et ayant leur siège dans la commune est passé de 32 lors du recensement agricole de 1988  à 27 en 2000 puis à 20 en 2010 et enfin à 16 en 2020, soit une baisse de 50 % en 32 ans. Le même mouvement est observé à l'échelle du département qui a perdu pendant cette période 60 % de ses exploitations,. La surface agricole utilisée sur la commune est restée relativement stable, passant de 1036 ha en 1988 à 1263 ha en 2020. Parallèlement la surface agricole utilisée moyenne par exploitation a augmenté, passant de 32 à 79 ha.

## Culture locale et patrimoine

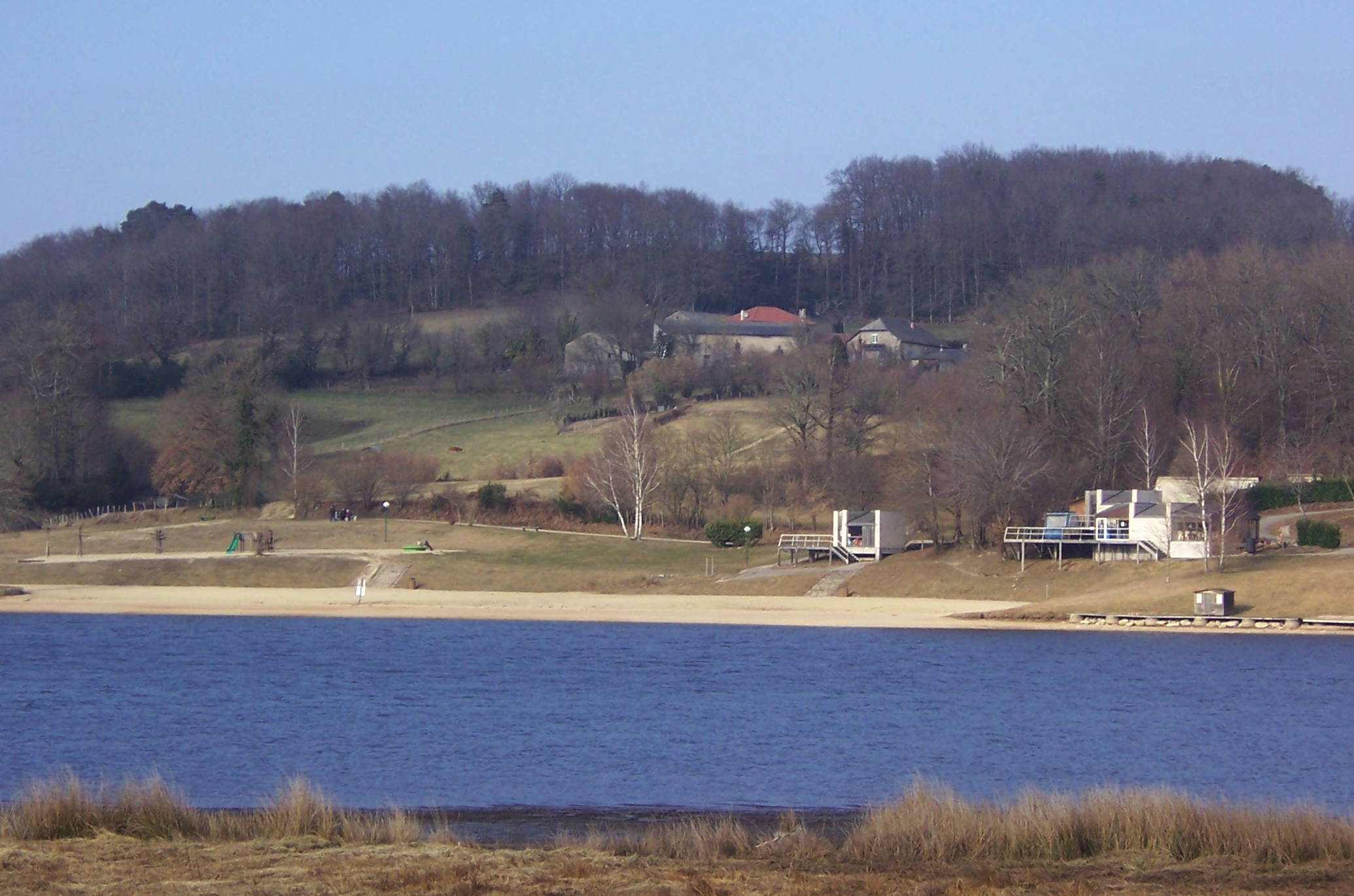
La base de loisirs du lac du Tolerme.

### Lieux et monuments
- Le lac du Tolerme, partagé avec la commune de Gorses.
- Église Sainte-Cécile-et-Saint-Roch de Sénaillac, XIIe et XIIIe siècles. L'église est dédiée à sainte Cécile et saint Roch. L'édifice est référencé dans la base Mérimée et à l'Inventaire général de la région Occitanie[33].